# Аро (Атлантические Пиренеи)
Аро́ (фр. Araux) — коммуна во Франции, находится в регионе Новая Аквитания. Департамент — Атлантические Пиренеи. Входит в состав кантона Кёр-де-Беарн. Округ коммуны — Олорон-Сент-Мари.
Код INSEE коммуны — 64033.

## География

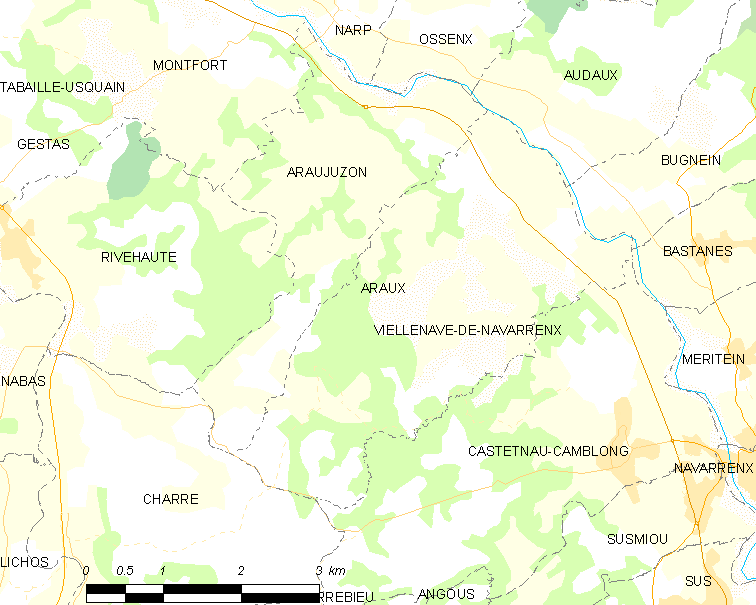
Карта коммуны

Коммуна расположена приблизительно в 660 км к югу от Парижа, в 170 км южнее Бордо, в 36 км к западу от По.
На северо-востоке коммуны протекает река Гав-д’Олорон.

### Климат
Климат тёплый океанический. Зима мягкая, средняя температура января — от +5°С до +13°С, температуры ниже −10 °C бывают редко. Снег выпадает около 15 дней в году с ноября по апрель. Максимальная температура летом порядка 20-30 °C, выше 35 °C бывает очень редко. Количество осадков высокое, порядка 1100 мм в год. Характерна безветренная погода, сильные ветры очень редки.

## Население
Население коммуны на 2010 год составляло 131 человек.
| 1962 | 1968 | 1975 | 1982 | 1990 | 1999 | 2010 |
| ---- | ---- | ---- | ---- | ---- | ---- | ---- |
| 115  | 115  | 109  | 123  | 110  | 115  | 131  |

## Администрация
| Период | Период | Фамилия           | Партия | Примечания |
| ------ | ------ | ----------------- | ------ | ---------- |
| 1995   | 2001   | Луи Казнав        |        |            |
| 2001   | 2008   | Мишель Кутюржюзон |        |            |
| 2008   | 2020   | Надин Ламбер      |        |            |

## Экономика
В 2010 году среди 82 человек трудоспособного возраста (15-64 лет) 59 были экономически активными, 23 — неактивными (показатель активности — 72,0 %, в 1999 году было 69,1 %). Из 59 активных жителей работали 49 человек (28 мужчин и 21 женщина), безработных было 10 (6 мужчин и 4 женщины). Среди 23 неактивных 8 человек были учениками или студентами, 9 — пенсионерами, 6 были неактивными по другим причинам.